# Arcaismo
In linguistica, un arcaismo (dal greco ἀρχαϊκός, archaïkós, "superato, antiquato", sostanzialmente ἀρχαῖος, archaîos, "iniziale, antico") o termine desueto è l'uso di una forma del discorso o della scrittura che non è più attuale. Più precisamente, secondo l'Enciclopedia Treccani, per arcaismo in senso linguistico si intende una "parola, forma grammaticale o grafica, o costruzione di frase non più viva nell'uso linguistico comune, ma conservata o reintrodotta nella lingua, sia per influsso della tradizione, sia per dare particolare rilievo (solennità, preziosismo, comicità) al discorso".
L'utilizzo di arcaismi si può fare quindi deliberatamente (per conseguire un determinato effetto) o come parte di uno specifico gergo (ad esempio in diritto) o formula (ad esempio in contesti religiosi). Molte filastrocche contengono arcaismi. Elementi arcaici che ricorrono in certe locuzioni (ad esempio "per lo più" dove è presente una forma arcaica dell'articolo determinativo) non si considerano arcaismi.

## Uso
Gli arcaismi si incontrano molto frequentemente nella poesia, nel diritto, nella scienza, nella tecnologia, nella geografia e nella scrittura e nel linguaggio rituali. Il loro uso deliberato può essere suddiviso in arcaismi letterari, che cercano di evocare lo stile del linguaggio e della scrittura più antichi; e arcaismi lessicali, l'utilizzo di parole non più nell'uso comune. Gli arcaismi sono tenuti vivi da questi usi rituali e letterari e dallo
studio della letteratura più antica. Se il loro riconoscimento dovesse continuare, possono essere fatti rivivere, come fu nel secolo scorso la parola inglese anent.
Poiché sono campi di scoperta e reinvenzione continua, la scienza e la tecnologia hanno generato storicamente forme del linguaggio e della scrittura che sono divenute datate e cadute in disuso in modo relativamente rapido. Tuttavia le associazioni emotive di certe parole (ad esempio: mangiadischi per una generazione di Italiani vissuti negli anni sessanta e settanta) le hanno tenute vive anche se la parola più antica è chiaramente un arcaismo.
Un simile desiderio di evocare un'epoca significa che nomi di luogo arcaici sono usati frequentemente in circostanze in cui farlo trasmette un sottotesto politico o emotivo, o quando il nuovo nome ufficiale non è riconosciuto da tutti (ad esempio: "Persia" piuttosto che "Iran", "Bombay" piuttosto che "Mumbai", "Madras"  piuttosto che "Chennai"). Così, un ristorante che cerchi di rievocare associazioni storiche potrebbe preferire di chiamarsi Vecchia Bombay o di riferirsi alla cucina persiana piuttosto che usare il nome di luogo più recente. Un notevole esempio contemporaneo è il nome della linea aerea Cathay Pacific, che usa l'arcaico Cathay (Cina).
Gli arcaismi sono frequentemente fraintesi, portando a cambiamenti nell'uso. Un esempio si trova nella locuzione inglese the odd man out ("l'uomo fuori posto"), che originariamente derivava dalla locuzione to find the odd man out ("scoprire l'uomo scompagnato", "scoprire l'intruso"), dove il verbo to find out ("scoprire") è stato separato dal suo oggetto the odd man ("l'uomo scompagnato"), che indica l'elemento che non c'entra.
Gli avverbi e le preposizioni che si trovano nella scrittura degli avvocati (ad es. "avverso", "dianzi") sono esempi di arcaismi come forma di gergo. Alcune fraseologie, specialmente in contesti religiosi, conservano elementi arcaici che nel linguaggio normale non si usano in nessun altro contesto: "Deh, o Signore!". Gli arcaismi sono usati anche nel dialogo di romanzi storici per evocare il gusto del periodo. Alcuni potrebbero contenere parole intrinsecamente divertenti e sono usati per un effetto umoristico.
Alcuni arcaismi sono frutto di una ricostruzione a posteriori: ad esempio, Giovanni senza Terra concesse la Magna Carta Libertatum facendola redigere nel latino medievale, nel quale la parola scritto era resa dal termine carta; soltanto con gli studi archeografici del XVII secolo si scoprì che nel latino dei classici del I secolo avanti Cristo si usava il termine "charta", per cui il linguaggio legale iniziò ad utilizzare - per designare il rescritto di re Giovanni - il termine "Magna Charta libertatum". Oggi, comunque, si è tornati all'utilizzo del termine originario senza la "h", che è quello contenuto nel documento del 1215.